# Partido Demócrata del Kurdistán
El Partido Demócrata del Kurdistán (en kurdo: Partiya Demokrat a Kurdistanê; پارتی دیموکراتی کوردستان), generalmente abreviado como KDP o PDK, es el partido más grande del Kurdistán iraquí y el socio principal del Gobierno Regional del Kurdistán. Fue fundado en 1946 en Mahabad en el Kurdistán iraní. El partido afirma que combina "valores democráticos y justicia social para formar un sistema en el que todos en Kurdistán puedan vivir en igualdad de condiciones con un gran énfasis en los derechos de las personas y la libertad de expresión".
El PDK está dominado por la tribu Barzani y se describe con una orientación política de tipo partido atrapalotodo.

## Historia
En 1946, el líder de la República de Mahabad, respaldada por los soviéticos, Qazi Muhammad, anunció la formación de un "Partido Democrático Kurdo" con sede en Irán o el Kurdistán Oriental. La Unión Soviética, que entonces apoyaba la lucha nacional kurda contra las monarquías de Irán e Irak, ordenó a Mustafa Barzani que se colocara bajo la autoridad de Qazi Muhammad. No está claro si Barzani alguna vez accedió formalmente a este arreglo, pero como fugitivo de las autoridades iraquíes confió en la buena voluntad de los kurdos iraníes y sus patrocinadores soviéticos, y la autoridad de la República de Mahabad ordenó a los kurdos locales albergar y alimentar a sus fuerzas indigentes.